# Vieux-Viel
Vieux-Viel (bretonisch: Henwiel, Gallo: Vioez-Viéu) ist eine französische Gemeinde mit 328 Einwohnern (Stand: 1. Januar 2022) im Département Ille-et-Vilaine in der Region Bretagne. Sie gehört zum Arrondissement Saint-Malo und zum Kanton Dol-de-Bretagne. Die Einwohner werden Vieux-Viellois genannt.

## Geographie
Vieux-Viel liegt etwa 38 Kilometer ostsüdöstlich von Saint-Malo. Im Nordosten begrenzu der Fluss Couesnon die Gemeinde. Umgeben wird Vieux-Viel von den Nachbargemeinden Pleine-Fougères im Norden, Sougeal im Osten, Val-Couesnon im Südosten, Bazouges-la-Pérouse im Süden sowie Trans-la-Forêt im Westen.

## Bevölkerungsentwicklung
| Jahr                       | 1962 | 1968 | 1975 | 1982 | 1990 | 1999 | 2006 | 2013 | 2020 |
| Einwohner                  | 476  | 429  | 396  | 346  | 323  | 275  | 286  | 319  | 320  |
| Quellen: Cassini und INSEE |      |      |      |      |      |      |      |      |      |

## Sehenswürdigkeiten

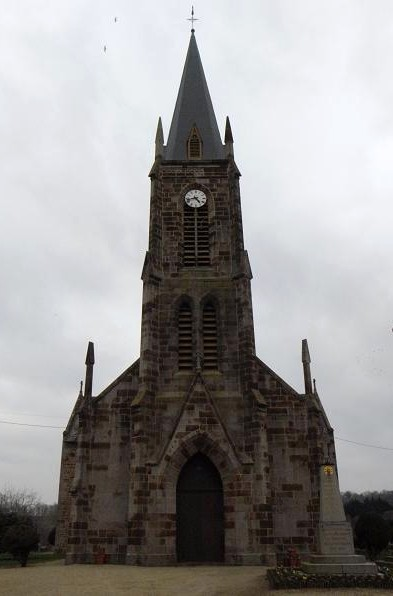
Kirche Saint-Martin-de-Tours
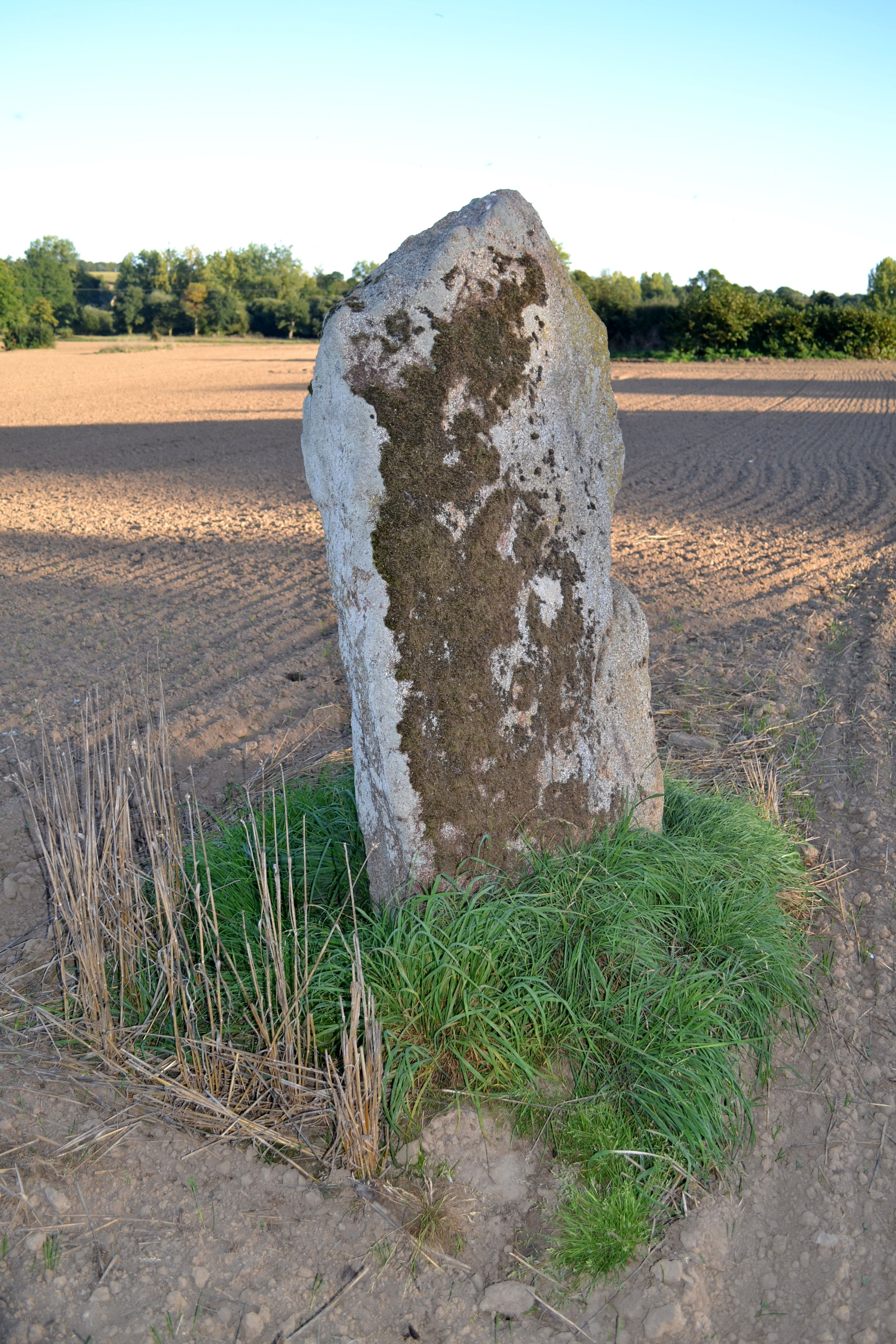
Menhir Pierre-fichée

- Kirche Saint-Martin-de-Tours
- Menhir